# Новополяковський сільський округ
Новополяко́вський сільський округ (каз. Новополяковка ауылдық округі, рос. Новополяковский сельский округ) — адміністративна одиниця у складі Улькен-Наринського району Східноказахстанської області Казахстану. Адміністративний центр — село Новополяковка.
Населення — 706 осіб (2021; 1214 у 2009, 1964 у 1999, 2289 у 1989).
Станом на 1989 рік існувала Новополяковська сільська рада (села Бесюй, Красна Поляна, Новополяковка, Огньово, Сінне, Ульяновка). Село Красна Поляна було ліквідовано 2009 року, село Ульяновка — 2018 року.

## Склад
До складу округу входять такі населені пункти:
| Населений пункт     | Старі назви | Населення, осіб (1989) | Населення, осіб (1999) | Населення, осіб (2009) | Населення, осіб (2021) |
| ------------------- | ----------- | ---------------------- | ---------------------- | ---------------------- | ---------------------- |
| Бесюй, село         | -           | 244                    | 214                    | 161                    | 93                     |
| Каражал, село       | Огньово     | 277                    | 275                    | 145                    | 23                     |
| Красна Поляна, село | -           | 32                     | 21                     | 11                     | -                      |
| Новополяковка, село | -           | 892                    | 784                    | 552                    | 376                    |
| Сінне, село         | -           | 327                    | 317                    | 285                    | 214                    |
| Ульяновка, село     | -           | 517                    | 353                    | 60                     | -                      |